# Daniel Halicki
Daniel I Romanowicz, zwany Halickim (ukr. Данило Романович, Danyło Romanowicz, ur. 1201, zm. 1264) – książę Rusi Halickiej, jako jedyny z dynastów Romanowiczów król Rusi w latach 1253–1264.

## Życiorys
Został księciem całego Wołynia w 1228, a księciem halickim – ostatecznie, po dramatycznych perypetiach – w 1245 r. Zjednoczył na nowo ziemie Rusi Halicko-Wołyńskiej, którymi rządził ze swej rezydencji w Chełmie. Około 1251 założył obronny gród Lwów, nazwany od imienia jego syna Lwa. Poślubił w 1217 r. Annę (zm. ok. 1241–1245 r.), córkę Mścisława Mścisławowicza zwanego Udatnym (Udałym), jednego z najbarwniejszych Rurykowiczów pierwszej połowy XIII w., księcia m.in. Nowogrodu Wielkiego i Halicza. Potem, po jej śmierci, pojął córkę kunigasa litewskiego Dowsprunka, a więc bratanicę późniejszego króla Litwy Mendoga.

### Walka o sukcesję
Po przegranych walkach mających miejsce pod Zwienigrodem  ks. Włodzimierz III Igorewicz wraz z synem Izjasławem uciekł na wschód. Daniel Halicki, wówczas dziesięcioletni chłopiec, kolejny raz zasiadł na książęcym tronie w Haliczu.
Daniel w roku 1223 uczestniczył w bitwie nad rzeką Kałką. Następnie w 1228 roku opanował księstwo łuckie, w ten sposób jednocząc w swych rękach praktycznie cały Wołyń, a w 1238 r. osiadł w Haliczu. Na krótko zajął Kijów w 1239 roku, lecz musiał stamtąd uchodzić podczas najazdu tatarskiego w roku 1240. Podczas tego najazdu Daniel musiał uciekać na Węgry, a później na Mazowsze. Terytorium jego księstwa zostało bardzo zniszczone – spalono m.in. Kijów i Halicz. W 1245 roku w przymierzu z Konradem I mazowieckim i Mendogiem Daniel pokonał pod Jarosławiem Rościsława Michajłowicza wspomaganego przez wojska węgierskie (dowodzone przez wojewodę Filię) i oddziały Bolesława Wstydliwego. W tym samym 1245 roku Daniela wezwano do Złotej Ordy, której zwierzchność został zmuszony uznać.

### Sojusze z sąsiadami i wojny
W 1248 r. do Daniela zwrócili się z prośbą o pomoc litewscy kunigasi: Towtywiłł, Edywid i Wikint, pozostający w konflikcie z ich krewniakiem Mendogiem. Zaczęła się trwająca do 1254 r. wojna pomiędzy państwem Romanowiczów a siłami sprzyjającymi Mendogowi (w tym zakonem inflanckim). Zakończyła się ona kompromisem, korzystnym jednak dla Rusi Halicko-Wołyńskiej. Syn Daniela Roman otrzymał we władanie Ruś Czarną. Miał jednak pozostawać w jakiejś formie zależności od Mendoga.
Istotną rolę w polityce Daniela odgrywały kontakty z zachodnimi sąsiadami, przede wszystkim z Węgrami, Małopolską i Mazowszem. W latach 1252–1253 Daniel zaangażował się po stronie króla Węgier Beli IV w wojnę o sukcesję austriacką po Babenbergach. W 1253 wojska ruskie, małopolskie i oddziały z ks. opolskiego najechały Opawę. Daniel podjął też próby zorganizowania wspólnej z kurią papieską krucjaty do walki z Tatarami, sprawującymi zwierzchność nad Rusią.

### Koronacja i schyłek panowania
W 1253 roku został w Drohiczynie w miejscowej cerkwi lub kościele koronowany przez Opizona, legata papieża Innocentego IV. Do zawarcia unii kościelnej jednak nie doszło.
Daniel zamierzał rozpocząć wojnę z Mongołami, jednak to oni pierwsi zaatakowali. W 1258 r. wódz mongolski Burundaj nakazał Romanowiczom wziąć udział w wyprawie na Litwę. Fakt ten wykorzystał Mendog, by zerwać porozumienie z Danielem zawarte w 1254 r. W 1259 r. Burundaj pojawił się na Rusi Halicko-Wołyńskiej ponownie. Nakazał on wówczas Romanowiczom – jako swym poddanym – zniszczenie umocnień szeregu grodów, w tym Włodzimierza i Lwowa. Nie chcąc wpaść w ręce najeźdźców Daniel uciekł na Węgry, Burundaj zaś zmusił pozostałych Romanowiczów do wzięcia udziału w wyprawie na Małopolskę. Miała ona między innymi na celu rozbicie sojuszu między Romanowiczami a Bolesławem Wstydliwym. Plan ten jednak się Mongołom nie powiódł. W 1263 roku Daniel wraz z synami Lwem i Szwarnem oraz Wasylko Romanowicz wraz z synem Włodzimierzem spotkali się w Tarnawie z księciem polskim Bolesławem Wstydliwym, aby „uczynić radę o ziemi lackiej i ruskiej”. Daniel zmarł w 1264 roku. Pochowany został w cerkwi katedralnej w Chełmie.
Po śmierci Daniela Halickiego żaden z jego synów nie przyjął tytułu królewskiego, a Ruś pozostała pod zwierzchnością wasalną Ordy.
Synami Daniela z pierwszego małżeństwa byli: Herakliusz, Lew, Roman, Mścisław i Szwarno; córkami: Anastazja (?) wydana zimą 1250/1251 r. za Andrzeja Jarosławowicza włodzimiersko-suzdalskiego oraz Zofia (?), żona jednego z reprezentantów Schwarzburgów, hrabiowskiego rodu z Turyngii (prawdopodobnie Henryka V von Schwarzburg-Blankenburg). Wątpliwe jest pochodzenie od Daniela i Anny Perejasławy, żony księcia mazowieckiego Siemowita I Konradowica. Z drugiego związku, zawartego z nieznanego imienia córką kunigasa litewskiego Dowsprunka, Daniel doczekał się syna Mścisława (II).

## Wywód rodowodowy
| 4. Mścisław II Iziasławicz |  |                     |  |  |                     |
|                            |  | 2. Roman II Halicki |  |  |                     |
| 5. Agnieszka Bolesławówna  |  |                     |  |  |                     |
|                            |  |                     |  |  | 1. Daniel I Halicki |
| 6. NN                      |  |                     |  |  |                     |
|                            |  | 3. Maria(?)         |  |  |                     |
| 7. NN                      |  |                     |  |  |                     |
|                            |  |                     |  |  |                     |

## Upamiętnienie
Imię Daniela Halickiego noszą m.in. port lotniczy, uniwersytet medyczny i plac we Lwowie oraz 24 Brygada Zmechanizowana w Jaworowie.